# Принц Нарухіко Хіґасікуні
Принц Нарухіко з лінії Хіґасікуні (яп. 東久邇宮 稔彦王; нар. 3 грудня 1887, Кіото — пом. 20 січня 1990, Токіо) — представник однієї з молодших гілок японської імператорської родини, прем'єр-міністр Японії (17 серпня — 9 жовтня 1945), єдиний член імператорської родини на цій посаді за всю історію.